# Coupe de la Ligue française masculine de handball 2019-2020
Navigation
Coupe de la Ligue 2018-2019 Coupe de la Ligue 2021-2022
La Coupe de la Ligue française masculine de handball 2019-2020 est la 19e édition de la Coupe de la Ligue de handball française, organisée par la Ligue nationale de handball.
Le Paris Saint-Germain est le tenant du titre.
La compétition est définitivement annulée le 14 avril 2020 en raison de la pandémie de Covid-19.

## Modalités
Afin d’alléger le calendrier des équipes les plus sollicitées pendant la saison, notamment celles participant à la Ligue des champions, le comité directeur de la LNH a adopté une nouvelle formule pour l'édition 2019-2020 de la Coupe de la Ligue. Cette nouvelle formule prévoit notamment une entrée en lice des 4 équipes les plus sollicitées à partir des quarts de finale, ce qui engendre un tour supplémentaire :
- le 1er tour, disputé les 7 et 8 septembre 2019, qui réunit les 14 clubs de Proligue ainsi que les 2 clubs promus à l'issue de la saison 2018-2019 (Chartres et Créteil) ;
- le 2e tour, disputé les 5 et 6 octobre, qui voit l'entrée en lice des clubs de Starligue restants hors Paris, Montpellier, Chambéry et Nantes ;
- le 3e tour, disputé les 2 et 3 novembre ;
- les quarts de finale, disputés les 4 et 5 décembre 2019, qui voient l'entrée en lice de Paris, Montpellier, Chambéry et Nantes ;
- le Final Four (demi-finales et finale), disputé les 14 & 15 mars 2020[3].

Remarque : à chaque tour, les rencontres sont déterminées par tirage au sort intégral.
Le vainqueur est qualifié pour la Ligue européenne (ex-Coupe de l'EHF) mais, si à l'issue du championnat de France, le club concerné est également qualifié en Ligue des champions, la place en Ligue européenne est réattribuée en fonction du classement dudit championnat.

## Résultats

### Premier tour
Le tirage au sort du premier tour s'est déroulé le 13 juin lors de l'Assemblée Générale de la LNH :
| Date              | Club recevant                   | Score   | Club visiteur                    | Rapport          |
| ----------------- | ------------------------------- | ------- | -------------------------------- | ---------------- |
| 06/09/2019, 20h00 | Limoges Hand 87 (D2)            | 23 – 24 | Massy Essonne Handball (D2)      | Feuille de match |
| 06/09/2019, 20h30 | Cesson Rennes MHB (D2)          | 27 – 28 | Strasbourg Schiltigheim AHB (D2) | Feuille de match |
| 06/09/2019, 20h30 | Dijon MHB (D2)                  | 28 – 30 | Grand Besançon (D2)              | Feuille de match |
| 07/09/2019, 20h00 | C' Chartres MHB (D1)            | 35 – 25 | Valence Handball (D2)            | Feuille de match |
| 07/09/2019, 20h00 | Pontault-Combault Handball (D2) | 35 – 29 | Sélestat Alsace handball (D2)    | Feuille de match |
| 07/09/2019, 20h00 | Grand Nancy MHB (D2)            | 30 – 26 | Cavigal Nice (D2)                | Feuille de match |
| 07/09/2019, 20h00 | JS Cherbourg (D2)               | 28 – 27 | Saran Loiret Handball (D2)       | Feuille de match |
| 07/09/2019, 20h30 | Billère Handball (D2)           | 28 – 29 | US Créteil (D1)                  | Feuille de match |

Parmi les résultats, Cesson-Rennes, relégué de D1 et favori pour la remontée, s'est incliné à domicile face à Strasbourg, repêché seulement début août.

### Deuxième tour
Le tirage au sort du deuxième tour a eu lieu le 11 septembre 2019, au siège de la Ligue nationale de handball.
| Date              | Club recevant                    | Score     | Club visiteur                   | Rapport          |
| ----------------- | -------------------------------- | --------- | ------------------------------- | ---------------- |
| 28/09/2019, 19h30 | Istres Provence Handball         | 28 – 24   | Pays d'Aix UC                   | Feuille de match |
| 04/10/2019, 20h30 | JS Cherbourg (D2)                | 31 – 35ap | Saint-Raphaël VHB               | Feuille de match |
| 05/10/2019, 19h00 | Tremblay-en-France Handball      | 27 – 28   | US Créteil                      | Feuille de match |
| 05/10/2019, 20h00 | C' Chartres MHB                  | 24 – 23   | Pontault-Combault Handball (D2) | Feuille de match |
| 05/10/2019, 20h15 | Grand Besançon (D2)              | 31 – 33   | Massy Essonne Handball (D2)     | Feuille de match |
| 05/10/2019, 20h30 | Strasbourg Schiltigheim AHB (D2) | 29 – 32   | Fenix Toulouse Handball         | Feuille de match |
| 05/10/2019, 20h45 | Dunkerque HGL                    | 28 – 24   | US Ivry                         | Feuille de match |
| 06/10/2019, 17h00 | Grand Nancy MHB (D2)             | 26 – 33   | USAM Nîmes Gard                 | Feuille de match |

Aucun club  de D1 n'a été éliminé par un club de D2, même si Saint-Raphaël VHB a dû passer par une prolongation pour remporter sa première victoire de la saison face à la JS Cherbourg et si le C' Chartres MHB ne s'est imposé que d'un but à domicile face au Pontault-Combault Handball. Le Massy Essonne Handball est le seul club rescapé de D2.

### Troisième tour
Le 3e tour a été disputé les 2 et 3 novembre 2019. Tous les clubs se sont imposés à l'extérieur et le dernier club de D2, le Massy Essonne Handball, a été éliminé :
| Date             | Club recevant         | Score   | Club visiteur            | Rapport          |
| ---------------- | --------------------- | ------- | ------------------------ | ---------------- |
| 2/11/2019, 16h00 | US Créteil            | 25 – 28 | Istres Provence Handball | Feuille de match |
| 2/11/2019, 16h00 | Massy Essonne HB (D2) | 25 – 34 | Fenix Toulouse Handball  | Feuille de match |
| 2/11/2019, 20h00 | C' Chartres MHB       | 20 – 32 | USAM Nîmes Gard          | Feuille de match |
| 3/11/2019, 17h00 | Saint-Raphaël VHB     | 25 – 27 | Dunkerque HGL            | Feuille de match |

### Quarts de finale
Les quarts de finale seront disputés les 4 et 5 décembre 2019 et voient l'entrée en lice de Paris, Montpellier, Chambéry et Nantes.
| Date             | Club recevant            | Score   | Club visiteur           | Rapport          |
| ---------------- | ------------------------ | ------- | ----------------------- | ---------------- |
| 4/12/2019, 19h30 | Istres Provence Handball | 25 – 28 | Chambéry SMB HB         | Feuille de match |
| 4/12/2019, 20h30 | Dunkerque HGL            | 20 – 22 | HBC Nantes              | Feuille de match |
| 4/12/2019, 20h30 | USAM Nîmes Gard          | 37 – 40 | Fenix Toulouse Handball | Feuille de match |
| 5/12/2019, 20h45 | Paris Saint-Germain      | 34 – 30 | Montpellier Handball    | Feuille de match |

Dans la continuité d'un mois de novembre très compliqué, Chambéry a mal démarré la rencontre face à Istres, étant rapidement mené de 4 buts (8-4, 16e) puis de 6 à la pause (15-9, mi-temps). L'écart se creuse encore à la reprise (19-12, 36e) mais les joueurs d’Érick Mathé recollent progressivement (22-21, 47e) et Benjamin Richert (7 buts dont 6 après la pause) égalise après cinq minutes sans but (24-24, 55e). Entre les arrêts de Yann Genty (15 dont 4 dans les onze dernières minutes) et les pertes de balles, Istres ne trouve plus la faille et s'incline finalement 25-28 malgré les sept buts de Hichem Daoud.

### Phase finale
La phase finale (Final Four) se déroule au cours d'un même week-end.
Initialement prévue les 14 et 15 mars 2020 à Antarès (Le Mans), la phase finale a été annulée à cause de la pandémie de COVID-19. La compétition est définitivement annulée le 14 avril 2020.
|  | Demi-finales            | Demi-finales |             |    | Finale | Finale |
|  | Demi-finales            | Demi-finales |             |    | Finale | Finale |
|  |                         |              |             |    |        |        |
|  | ? 2020                  | ? 2020       |             |    | ? 2020 | ? 2020 |
|  | ? 2020                  | ? 2020       |             |    | ? 2020 | ? 2020 |
|  | HBC Nantes              | ..           |             |    | ? 2020 | ? 2020 |
|  | HBC Nantes              | ..           |             |    | ? 2020 | ? 2020 |
|  | Chambéry SMB HB         | ..           |             |    | ? 2020 | ? 2020 |
|  | Chambéry SMB HB         | ..           | vainqueur 1 | .. |        |        |
|  | ? 2020                  |              | vainqueur 1 | .. |        |        |
|  |                         | vainqueur 2  | ..          |    |        |        |
|  | Paris Saint-Germain     | vainqueur 2  | ..          | .. |        |        |
|  | Paris Saint-Germain     |              |             | .. |        |        |
|  | Fenix Toulouse Handball | ..           |             |    |        |        |
|  | Fenix Toulouse Handball | ..           |             |    |        |        |

#### Demi-finales
| Annulé | HBC Nantes | Annulé | Chambéry SMB HB | Antarès, Le Mans |
| Annulé | Rapport    |        |                 | Antarès, Le Mans |

| Annulé | Paris Saint-Germain | Annulé | Fenix Toulouse Handball | Antarès, Le Mans |
| Annulé | Rapport             |        |                         | Antarès, Le Mans |

#### Finale
| Annulé | équipe 1 | Annulé | équipe 2 | Antarès, Le Mans |

## Vainqueur
| Vainqueur de la Coupe de la Ligue 2019-2020 Titre non décerné |